# Šachový partiář
Šachový partiář (v odborné literatuře nebo při jasných souvislostech pouze partiář) je formulář, do kterého se zaznamenává průběh šachové partie. Do partiáře zapisují oba hráči (každý zvlášť do svého) všechny tahy partie šachovou notací. Je to vlastně protokol o vzájemném utkání dvou šachistů. Vyplňuje se především u soutěžních partií s předpokladem trvání partie delším než u rapid šachu. V záhlaví formuláře je identifikace stran partie – soupeřů, následují číslované kolonky, do kterých se zapisuje průběh jednotlivých tahů šachovou notací. Závěr formuláře je věnován statistickému vyjádření výsledku zápasu, spotřebovaného času, případně dalších záznamů rozhodčího v případě sporů.